# Schimbarea formei

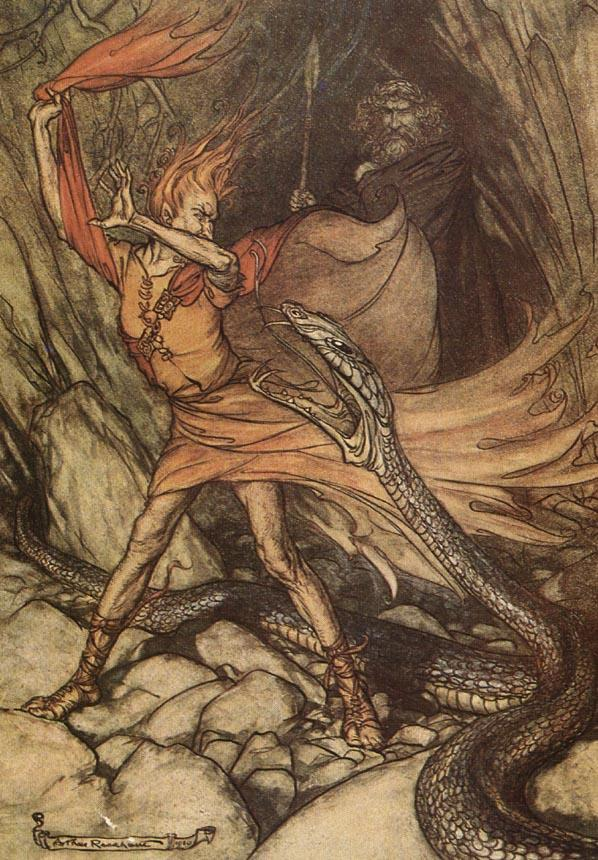
Alberich se transformă într-un șarpe.
Ilustrație de Arthur Rackham pentru Aurul Rinului

În mitologia tradițională și în folclor, precum și în ficțiunea fantastică modernă, schimbarea formei reprezintă capacitatea unei ființe de a se transforma fizic într-o altă formă sau ființă, fie ca o proprietate inerentă a unei creaturi mitologice, fie prin magie.
Conceptul este foarte vechi, și poate fi într-adevăr parte o culturii universale umane, ideea fiind prezentă în cele mai vechi forme de totemism și de șamanism, de asemenea fiind prezentă în cele mai vechi texte literare și poeme existente (cum ar fi Epopeea lui Ghilgameș sau Iliada), în care schimbarea formei este, de obicei, un rezultat al acțiunilor unor zei. Conceptul a persistat în literatura din Evul Mediu și din perioada modernă (schimbarea formei fiind realizată acum de obicei de un magician sau de o vrăjitoare), rămânând  o figură de stil comună în fantezia modernă, literatura pentru copii și în lucrări ale culturii pop.
De departe cea mai comună formă de schimbarea a formei este teriantropia, transformarea unei ființe umane într-un animal (sau invers a unui animal în formă umană). Mai rar, transformarea poate fi într-o plantă sau într-un obiect, sau într-o altă formă umană (de exemplu, frumosul în urât sau invers).
Slavii credeau că doar o dată pe an, de Sfântul Ioan, înflorește feriga. Această floare mitică, care nu există în natură, se presupune că le oferă celor care o culeg și o păstrează asupra lor puteri miraculoase, printre acestea și schimbarea formei (pot lua orice formă). (Vezi și Ivan Kupala).